# Barbados nos Jogos Pan-Americanos de 2019
Barbados competiu nos Jogos Pan-Americanos de 2019 em Lima de 26 de julho a 11 de agosto de 2019.
Em 19 de julho de 2019, a Associação Olímpica de Barbados anunciou uma equipe de 31 atletas (16 homens e 15 mulheres) para competir em 12 esportes. A surfista Chelsea Tuach foi nomeada como a porta-bandeira na cerimônia de abertura.
Durante a  cerimônia de abertura dos jogos, a surfista Chelsea Tuach foi a porta-bandeira do país na parada das nações.
O barreirista Shane Brathwaite conquistou o primeiro ouro da história do país nos Jogos Pan-Americanos. A medalha de Brathwaite foi a única conquistada pelo país nos jogos. De tal forma, o país ficou empatado com as Ilhas Virgens Britânicas em 23º lugar.

## Competidores
Abaixo está a lista de competidores (por gênero) participando dos jogos por esporte/disciplina.
| Esporte   | Homens | Mulheres | Total |
| --------- | ------ | -------- | ----- |
| Atletismo | 4      | 6        | 10    |
| Badminton | 2      | 2        | 4     |
| Ciclismo  | 0      | 1        | 1     |
| Golfe     | 0      | 1        | 1     |
| Hipismo   | 0      | 1        | 1     |
| Natação   | 3      | 1        | 4     |
| Surfe     | 0      | 1        | 1     |
| Taekwondo | 1      | 0        | 1     |
| Tênis     | 3      | 0        | 3     |
| Tiro      | 2      | 1        | 3     |
| Triatlo   | 1      | 0        | 1     |
| Vela      | 0      | 1        | 1     |
| Total     | 16     | 15       | 31    |

## Medalhistas
| Nome             | Esporte   | Evento                   | Gênero    | Dia          | Medalha |
| ---------------- | --------- | ------------------------ | --------- | ------------ | ------- |
| Shane Brathwaite | Atletismo | 110 metros com barreiras | Masculino | 10 de agosto | Ouro    |

| Esporte   | Medalha de ouro | Medalha de prata | Medalha de bronze | Total |
| Atletismo | 1               | 0                | 0                 | 1     |
| Total     | 1               | 0                | 0                 | 1     |

## Atletismo

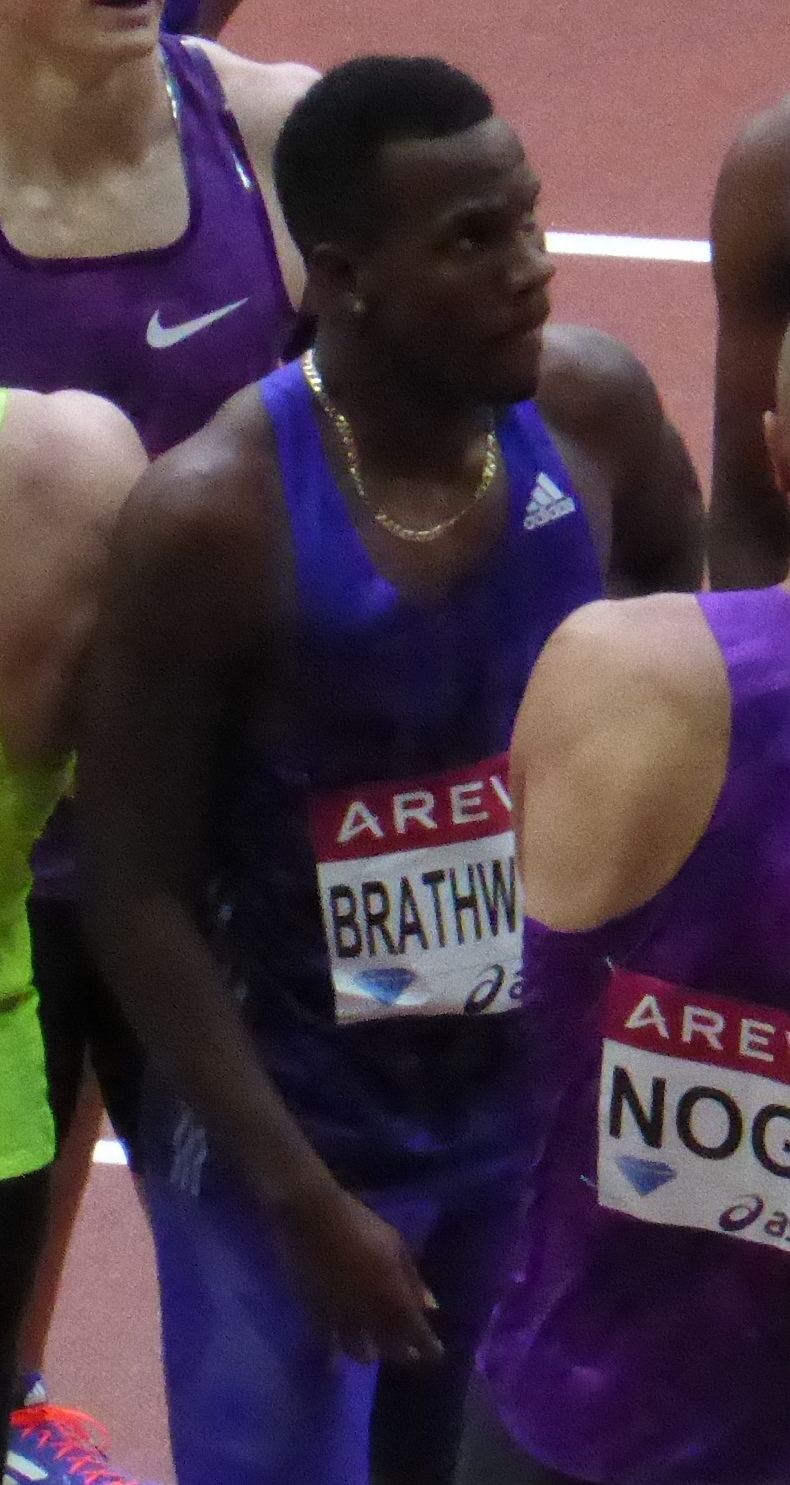
Shane Brathwaite foi o primeiro campeão pan-americano de Barbados

Barbados qualificou dez atletas (quatro homens e seis mulheres).
Chave
- Nota– Posições nos eventos de pista são para a fase inteira
- Q = Qualificado à fase seguinte
- q = Qualified à fase seguinte como perdedor mais rápido
- NR = Recorde nacional
- PB = Melhor marca pessoal
- SB = Melhor marca da temporada

Masculino
Eventos de pista
| Atleta           | Evento              | Semifinais | Semifinais | Final       | Final           |
| Atleta           | Evento              | Resultado  | Posição    | Resultado   | Posição         |
| ---------------- | ------------------- | ---------- | ---------- | ----------- | --------------- |
| Mario Burke      | 100 m               | 10.46      | 14ª        | Não avançou | Não avançou     |
| Jonathan Jones   | 400 m               | 45.60      | 6ª Q       | 45.35       | 5ª              |
| Shane Brathwaite | 110 m com barreiras | 13.49      | 2ª Q       | 13.31 SB    | Medalha de ouro |
| Greggmar Swift   | 110 m com barreiras | 13.59      | 4ª Q       | 13.51       | 4ª              |

Feminino
Eventos de pista
| Atleta          | Evento              | Semifinais | Semifinais | Final       | Final       |
| Atleta          | Evento              | Resultado  | Posição    | Resultado   | Posição     |
| --------------- | ------------------- | ---------- | ---------- | ----------- | ----------- |
| Tristan Evelyn  | 100 m               | 11.89      | 16ª        | Não avançou | Não avançou |
| Ariel Jackson   | 100 m               | 12.31      | 20ª        | Não avançou | Não avançou |
| Sada Williams   | 400 m               | 52.39      | 6ª Q       | 52.25       | 6ª          |
| Sonia Gaskin    | 800 m               | 2:05.85    | 7ª Q       | 2:05.68     | 8ª          |
| Sade Sealy      | 800 m               | 2:03.23 PB | 2ª Q       | 2:02.23 NR  | 4ª          |
| Tia-Adana Belle | 400 m com barreiras | 56.53      | 7ª q       | 55.93       | 5ª          |

## Badminton
Barbados qualificou uma equipe de quatro atletas de badminton (dois por gênero).
Individual
| Atleta           | Evento    | Primeira rodada                   | Segunda rodada                        | Oitavas-de-final                   | Quartas-de-final     | Semifinais           | Final                | Posição     |
| Atleta           | Evento    | Adversário Resultado              | Adversário Resultado                  | Adversário Resultado               | Adversário Resultado | Adversário Resultado | Adversário Resultado | Posição     |
| ---------------- | --------- | --------------------------------- | ------------------------------------- | ---------------------------------- | -------------------- | -------------------- | -------------------- | ----------- |
| Damien Howell    | Masculino | Seixas (PAN) D 0–2 (17–21, 17–21) | Não avançou                           | Não avançou                        | Não avançou          | Não avançou          | Não avançou          | Não avançou |
| Dakeil Thorpe    | Masculino | Bye                               | Martínez (CUB) D 0–2 (8–21, 6–21)     | Não avançou                        | Não avançou          | Não avançou          | Não avançou          | Não avançou |
| Sabrina Scott    | Feminino  | Bye                               | Wynter (JAM) D 0–2 (20–22, 11–21)     | Não avançou                        | Não avançou          | Não avançou          | Não avançou          | Não avançou |
| Tamisha Williams | Feminino  | Siviora (BOL) V 2–0 (21–7, 21–4)  | Richardson (JAM) V 2–0 (21–19, 21–15) | Oropeza (CUB) D 0–2 (11–21, 10–21) | Não avançou          | Não avançou          | Não avançou          | Não avançou |

Duplas
| Atleta                         | Evento            | Primeira rodada                                    | Oitavas-de-final                            | Quartas-de-final     | Semifinais           | Final                | Posição     |
| Atleta                         | Evento            | Adversário Resultado                               | Adversário Resultado                        | Adversário Resultado | Adversário Resultado | Adversário Resultado | Posição     |
| ------------------------------ | ----------------- | -------------------------------------------------- | ------------------------------------------- | -------------------- | -------------------- | -------------------- | ----------- |
| Damien Howell Dakeil Thorpe    | Duplas masculinas | —                                                  | López / Navarro (MEX) D 0–2 (14–21, 14–21)  | Não avançou          | Não avançou          | Não avançou          | Não avançou |
| Sabrina Scott Tamisha Williams | Duplas femininas  | —                                                  | Salazar / Regal (PER) D 0–2 (12–21, 12–21)  | Não avançou          | Não avançou          | Não avançou          | Não avançou |
| Damien Howell Sabrina Scott    | Duplas mistas     | Guerrero / Oropeza (CUB) D 0–2 (7–21, 10–21)       | Não avançou                                 | Não avançou          | Não avançou          | Não avançou          | Não avançou |
| Dakeil Thorpe Tamisha Williams | Duplas mistas     | Cavallotti / Villalobos (CRC) V 2–0 (21–13, 21–10) | Javier / Jiménez (DOM) L 0–2 (16–21, 12–21) | Não avançou          | Não avançou          | Não avançou          | Não avançou |

## Ciclismo
Barbados qualificou uma ciclista feminina.

### Pista
Feminino
| Atleta       | Evento | Perseguição | Perseguição | Tempo  | Tempo   | Eliminação | Eliminação | Corrida por pontos | Corrida por pontos | Pontuação total | Pontuação total |
| Atleta       | Evento | Pontos      | Posição     | Pontos | Posição | Pontos     | Posição    | Pontos             | Posição            | Pontos          | Posição         |
| ------------ | ------ | ----------- | ----------- | ------ | ------- | ---------- | ---------- | ------------------ | ------------------ | --------------- | --------------- |
| Amber Joseph | Omnium | 34          | 4ª          | 1      | 6ª      | 98         | 4ª         | 12                 | 6ª                 | 110             | 6ª              |

## Golfe
Barbados qualificou uma golfista feminina. Emily Odwin foi a golfista mais jovem dos jogos, e terminou em 26ª entre 32 golfistas.
| Atleta      | Evento              | Final    | Final    | Final    | Final    | Final | Final      | Final   |
| Atleta      | Evento              | Rodada 1 | Rodada 2 | Rodada 3 | Rodada 4 | Total | Para o par | Posição |
| ----------- | ------------------- | -------- | -------- | -------- | -------- | ----- | ---------- | ------- |
| Emily Odwin | Individual feminino | 80       | 73       | 78       | 74       | 305   | +21        | 26º     |

## Hipismo
Barbados qualificou um ginete.

### Adestramento
| Atleta         | Cavaelo   | Evento     | Qualificação                  | Qualificação                  | Qualificação                        | Qualificação                        | Qualificação | Qualificação | Grand Prix Freestyle / Intermediate I Freestyle | Grand Prix Freestyle / Intermediate I Freestyle |
| Atleta         | Cavaelo   | Evento     | Grand Prix / Prix St. Georges | Grand Prix / Prix St. Georges | Grand Prix Special / Intermediate I | Grand Prix Special / Intermediate I | Total        | Total        | Grand Prix Freestyle / Intermediate I Freestyle | Grand Prix Freestyle / Intermediate I Freestyle |
| Atleta         | Cavaelo   | Evento     | Pontuação                     | Posição                       | Pontuação                           | Posição                             | Pontuação    | Posição      | Pontuação                                       | Posição                                         |
| -------------- | --------- | ---------- | ----------------------------- | ----------------------------- | ----------------------------------- | ----------------------------------- | ------------ | ------------ | ----------------------------------------------- | ----------------------------------------------- |
| Roberta Foster | Chic Chic | Individual | 66.618                        | 17ª                           | 67.059                              | 14ª                                 | 133.677      | 15ª Q        | 69.115                                          | 14ª                                             |

## Natação
Barbados qualificou quatro nadadores (três homens e uma mulher).
Chave
- Nota – Posições são dadas para a fase inteira
- NR – Recorde nacional
- QA – Qualificado à final A
- QB – Qualificado à final B

| Atleta         | Evento                 | Eliminatória | Eliminatória | Final       | Final       |
| Atleta         | Evento                 | Tempo        | Posição      | Tempo       | Posição     |
| -------------- | ---------------------- | ------------ | ------------ | ----------- | ----------- |
| Jack Kirby     | 50 m livre masculino   | 23.82        | 22ª          | Não avançou | Não avançou |
| Jack Kirby     | 100 m costas masculino | 56.08        | 8ª QA        | 56.38       | 8ª          |
| Jack Kirby     | 200 m costas masculino | 2:05.59      | 14ª QB       | 2:07.66     | 16ª         |
| Alex Sobers    | 100 m livre masculino  | 52.45        | 25ª          | Não avançou | Não avançou |
| Alex Sobers    | 200 m livre masculino  | 1:51.76      | 11ª QB       | 1:50.87     | 9ª          |
| Alex Sobers    | 400 m livre masculino  | 3:57.66      | 10ª QB       | 3:58.39     | 9ª          |
| Luis Weekes    | 100 m peito masculino  | 1:05.65      | 21ª          | Não avançou | Não avançou |
| Luis Weekes    | 200 m peito masculino  | 2:25.95      | 20ª          | Não avançou | Não avançou |
| Luis Weekes    | 200 m medley masculino | 2:17.60      | 24ª          | Não avançou | Não avançou |
| Danielle Titus | 100 m costas feminino  | 1:05.40      | 16ª QB       | 1:04.95     | 14ª         |
| Danielle Titus | 200 m costas feminino  | 2:21.37 NR   | 15ª QB       | 2:27.44     | 16ª         |

## Surfe
Barbados qualificou uma surfista feminina para a estreia do esporte nos Jogos Pan-Americanos.
Feminino
| Atleta        | Evento | Chave principal 1        | Chave principal 2        | Repescagem 1         | Repescagem 2              | Chave principal 3    | Repescagem 3         | Repescagem 4         | Repescagem 5         | Chave principal 4    | Final / BM           | Posição     |
| Atleta        | Evento | Adversária Resultado     | Adversária Resultado     | Adversária Resultado | Adversária Resultado      | Adversária Resultado | Adversária Resultado | Adversária Resultado | Adversária Resultado | Adversária Resultado | Adversária Resultado | Posição     |
| ------------- | ------ | ------------------------ | ------------------------ | -------------------- | ------------------------- | -------------------- | -------------------- | -------------------- | -------------------- | -------------------- | -------------------- | ----------- |
| Chelsea Tuach | Aberto | Gomez (COL) V 12.40–8.00 | Rosas (PER) V 7.00–15.27 | Bye                  | Gomez (COL) D 10.83–13.40 | Não avançou          | Não avançou          | Não avançou          | Não avançou          | Não avançou          | Não avançou          | Não avançou |

## Taekwondo
Barbados received one wildcard in the men's +80 kg event.
Kyorugi
Masculino
| Atleta        | Evento | Oitavas-de-final     | Quartas-de-final     | Semifinais           | Repescagem           | Final / BM           | Posição     |
| Atleta        | Evento | Adversário Resultado | Adversário Resultado | Adversário Resultado | Adversário Resultado | Adversário Resultado | Posição     |
| ------------- | ------ | -------------------- | -------------------- | -------------------- | -------------------- | -------------------- | ----------- |
| Askia Alleyne | +80 kg | Stewart (CAN) L 4–24 | Não avançou          | Não avançou          | Não avançou          | Não avançou          | Não avançou |

## Tênis
Barbados qualificou três tenistas masculinos.
Masculino
| Atleta                  | Evento  | Primeira rodada             | Segunda rodada           | Oitavas-de-final                           | Quartas-de-final     | Semifinais           | Final / BM           | Final / BM  |             |
| Atleta                  | Evento  | Adversário Resultado        | Adversário Resultado     | Adversário Resultado                       | Adversário Resultado | Adversário Resultado | Adversário Resultado | Posição     |             |
| ----------------------- | ------- | --------------------------- | ------------------------ | ------------------------------------------ | -------------------- | -------------------- | -------------------- | ----------- | ----------- |
| Darian King             | Simples | Bye                         | Riffice (USA) V 6–4, 6–3 | Varillas (PER) D 1–6, 2–6                  | Não avançou          | Não avançou          | Não avançou          | Não avançou | Não avançou |
| Haydn Lewis             | Simples | Hernández (MEX) V 6–3, 7–6  | Subervi (DOM) D 2–6, 3–6 | Não avançou                                | Não avançou          | Não avançou          | Não avançou          | Não avançou | Não avançou |
| Seanon Williams         | Simples | Roncadelli (URU) D 0–6, 0–6 | Não avançou              | Não avançou                                | Não avançou          | Não avançou          | Não avançou          | Não avançou | Não avançou |
| Darian King Haydn Lewis | Duplas  | —                           | Bye                      | Galdós / Varillas (PER) D 7–6, 3–6, [8–10] | Não avançou          | Não avançou          | Não avançou          | Não avançou | Não avançou |

## Tiro
Barbados qualificou três atiradores esportivos (dois homens e uma mulher).
| Atleta          | Evento                   | Qualificação | Qualificação | Final       | Final       |
| Atleta          | Evento                   | Pontos       | Posição      | Pontos      | Posição     |
| --------------- | ------------------------ | ------------ | ------------ | ----------- | ----------- |
| Michael Maskell | Skeet masculino          | 108          | 23ª          | Não avançou | Não avançou |
| Justin St John  | Fossa olímpica masculino | 103          | 25ª          | Não avançou | Não avançou |
| Michelle Elliot | Skeet feminino           | 106          | 8ª           | Não avançou | Não avançou |

## Triatlo
Barbados qualificou um triatleta masculino.
Masculino
| Atleta         | Evento     | Natação (1.5 km) | Trans 1 | Ciclismo (40 km) | Trans 2 | Corrida (8.88 km) | Total   | Posição |
| -------------- | ---------- | ---------------- | ------- | ---------------- | ------- | ----------------- | ------- | ------- |
| Matthew Wright | Individual | 17:49            | 0:47    | 1:00:32          | 0:22    | 32:34             | 1:52:00 | 10º     |

## Vela
Barbados recebeu uma vaga de universalidade na classe laser radial feminina.
Feminino
| Atleta  | Evento       | Regata | Regata | Regata | Regata | Regata | Regata | Regata | Regata | Regata | Regata | Regata      | Pontos | Posição final |
| Atleta  | Evento       | 1      | 2      | 3      | 4      | 5      | 6      | 7      | 8      | 9      | 10     | M           | Pontos | Posição final |
| ------- | ------------ | ------ | ------ | ------ | ------ | ------ | ------ | ------ | ------ | ------ | ------ | ----------- | ------ | ------------- |
| Amy Cox | Laser radial | 17     | 15     | 17     | 15     | 13     | 14     | 14     | 17     | 15     | 13     | Não avançou | 133    | 16ª           |